# لی سو-وونگ
لی سو-وونگ (کره‌ای: 이수웅؛ زادۀ ۲۰ ژانویه ۱۹۹۵) همچنین با نام هنری سووونگ شناخته می‌شود، خواننده و بازیگر اهل کره جنوبی است. او یکی از اعضای گروه پسرانۀ بویز ریپابلیک است. وی در مجموعه تلویزیونی تقلید (۲۰۲۱) در نقش کیم هیون-اوه، یکی از اعضای گروه اسپارکلینگ بود.